# Serra de l'Hivern
La Serra de l'Hivern és una serra situada als municipis de la Nou de Gaià, la Pobla de Montornès i Vespella de Gaià, a la comarca del Tarragonès, amb una elevació màxima de 244,3 metres.